# Плам Тауншип (округ Венанго, Пенсільванія)
Плам Тауншип (англ. Plum Township) — селище (англ. township) в США, в окрузі Венанго штату Пенсільванія. Населення — 903 особи (2020).

## Демографія
Згідно з переписом 2010 року, у селищі мешкало 1056 осіб у 401 домогосподарстві у складі 318 родин. Було 511 помешкання
Расовий склад населення:
| - 99,4 % — білих - 0,1 % — азіатів |

До двох чи більше рас належало 0,5 %. Частка іспаномовних становила 0,1 % від усіх жителів.
За віковим діапазоном населення розподілялося таким чином: 21,7 % — особи молодші 18 років, 60,9 % — особи у віці 18—64 років, 17,4 % — особи у віці 65 років та старші. Медіана віку мешканця становила 45,5 року. На 100 осіб жіночої статі у селищі припадало 105,8 чоловіків;  на 100 жінок у віці від 18 років та старших — 99,3 чоловіків також старших 18 років.
Середній дохід на одне домашнє господарство  становив 62 220 доларів США (медіана — 52 371), а середній дохід на одну сім'ю — 67 721 долар (медіана — 58 056). Медіана доходів становила 40 900 доларів для чоловіків та 34 514 долари для жінок. За межею бідності перебувало 8,3 % осіб, у тому числі 14,9 % дітей у віці до 18 років та 7,3 % осіб у віці 65 років та старших.
Цивільне працевлаштоване населення становило 436 осіб. Основні галузі зайнятості: освіта, охорона здоров'я та соціальна допомога — 27,1 %, виробництво — 25,5 %, роздрібна торгівля — 14,4 %, сільське господарство, лісництво, риболовля — 4,8 %.